# Église simultanée Notre-Dame de La Petite-Pierre
L'église simultanée Notre-Dame se situe dans la commune française de La Petite-Pierre, dans le département du Bas-Rhin.
L'édifice fait l'objet d'une inscription au titre des monuments historiques depuis le 21 avril 1934 et également d'un classement depuis le 5 mai 1969.

## Architecture
Dans le chœur de l'église simultanée, dédiée à Notre-Dame, on peut admirer des fresques peintes au XVe siècle, illustrant les mystères du christianisme, tel que le couronnement de la Vierge, le Jugement dernier. D'autre part, des dalles funéraires sont apposées contre les murs du sanctuaire.

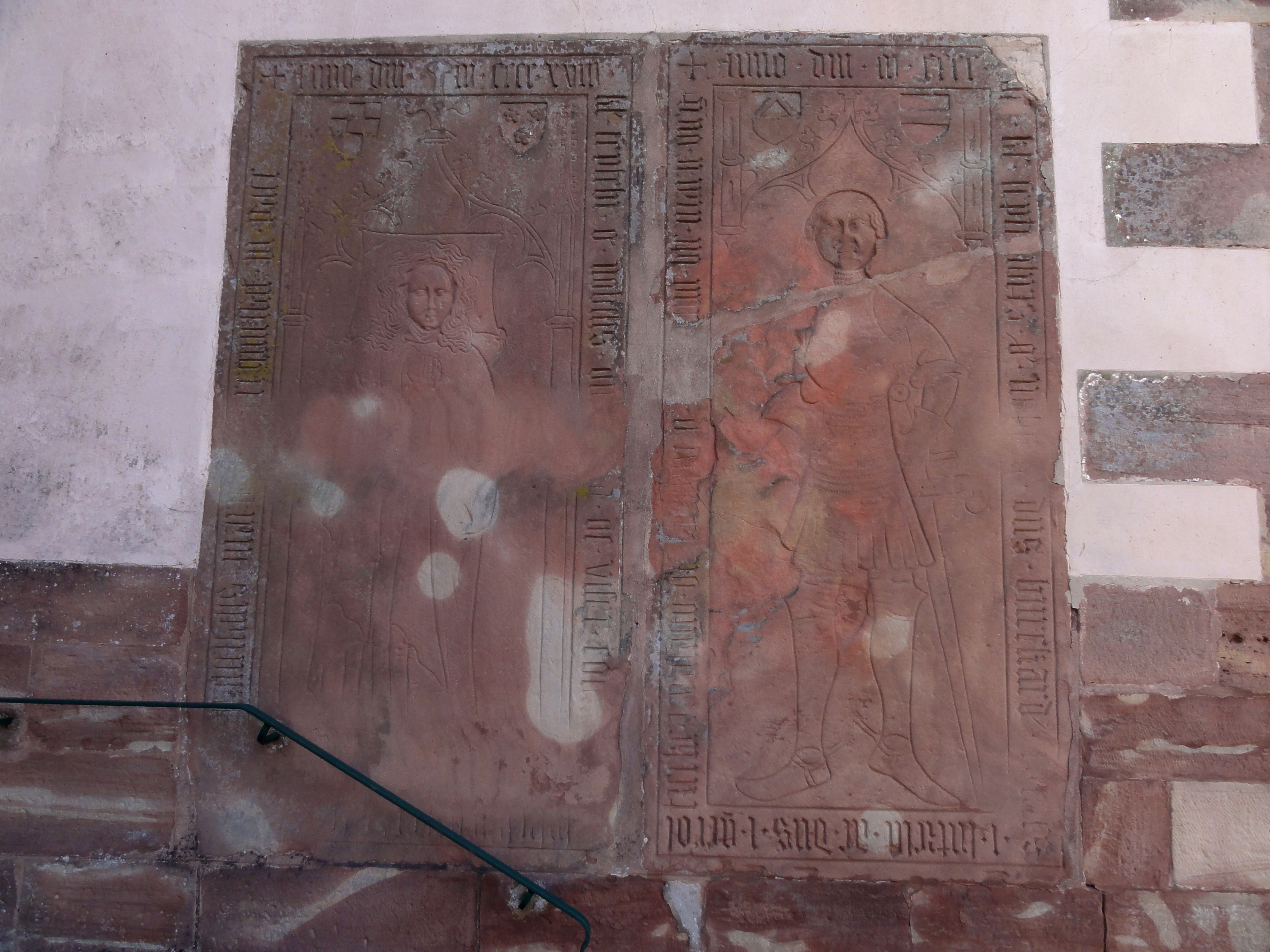
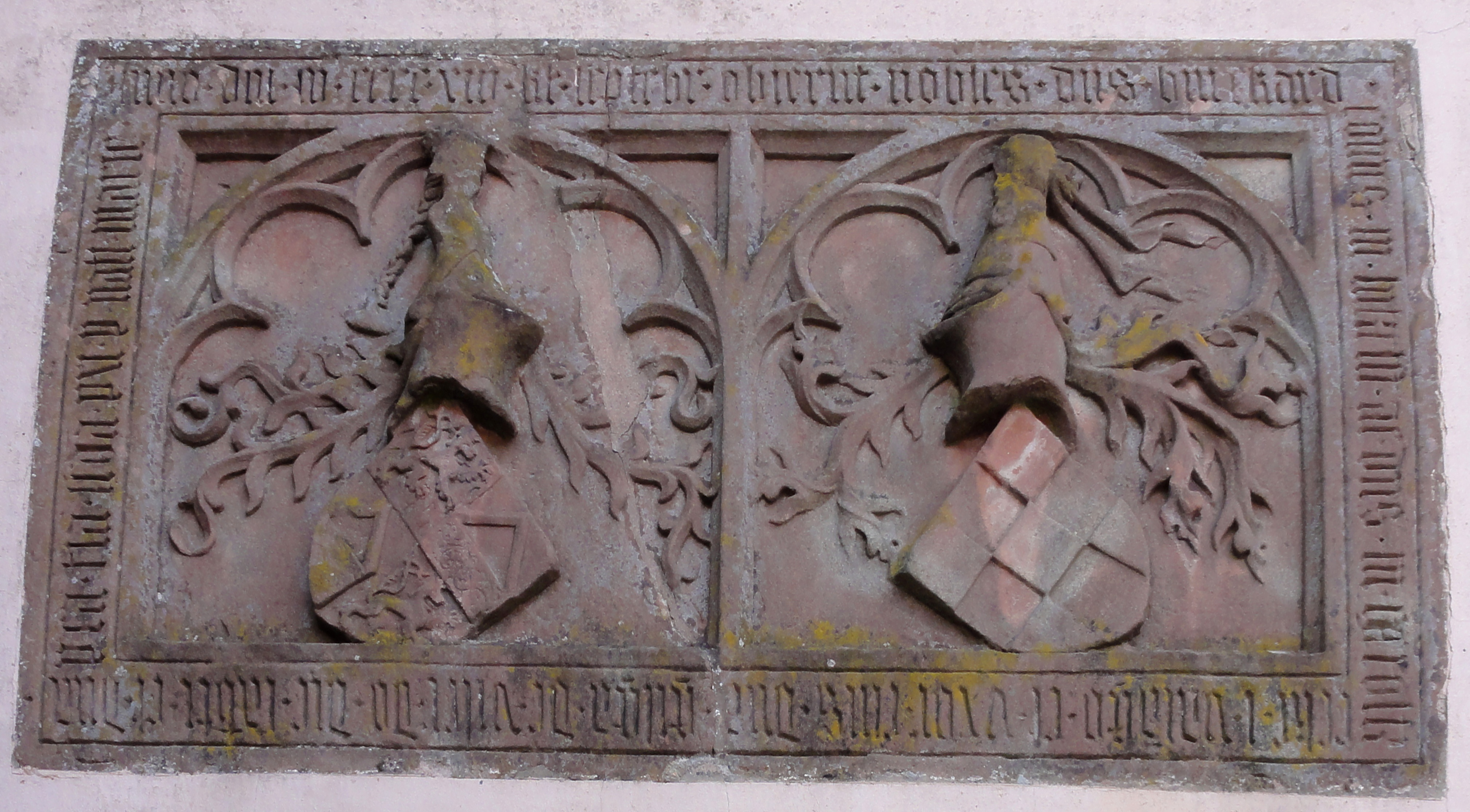
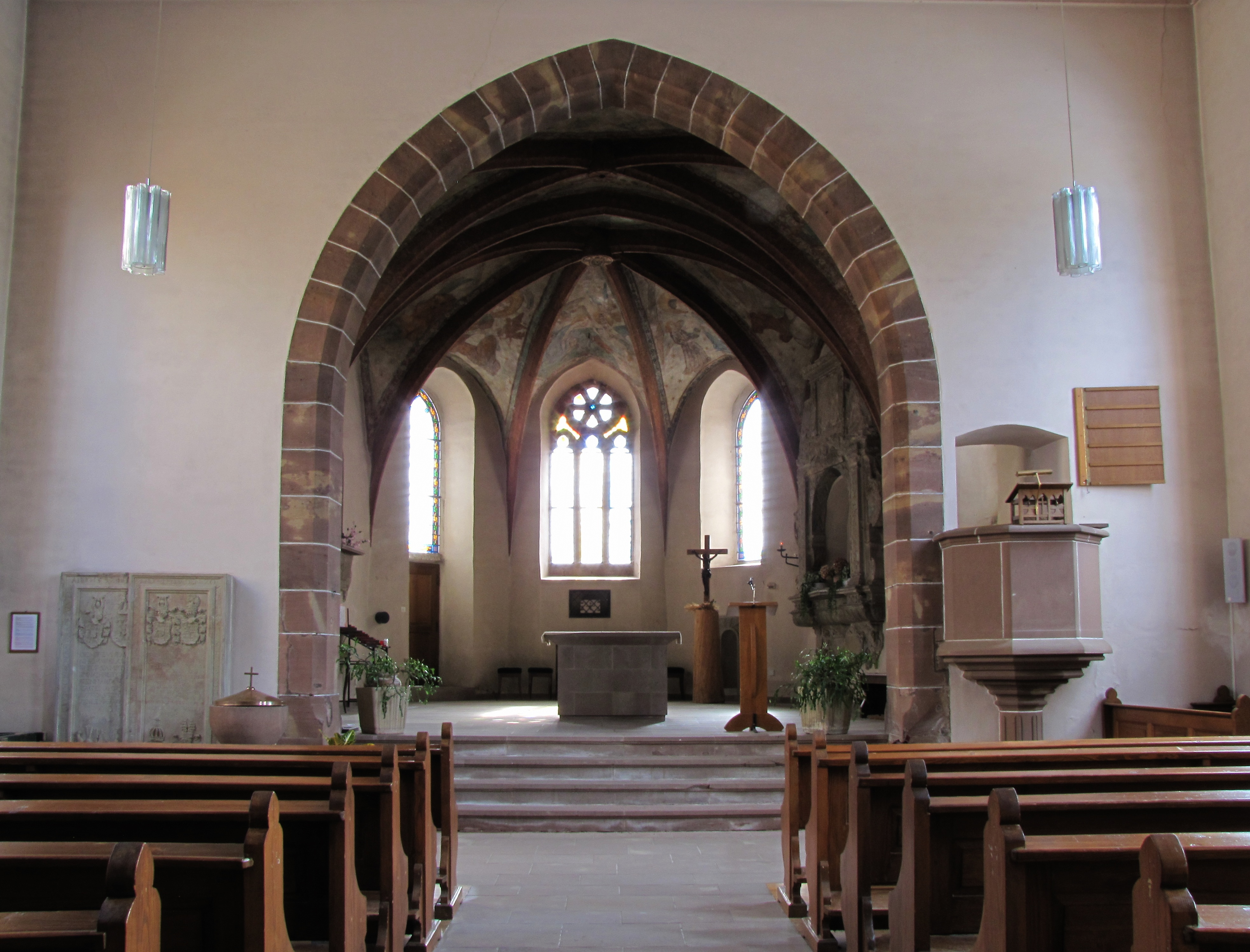
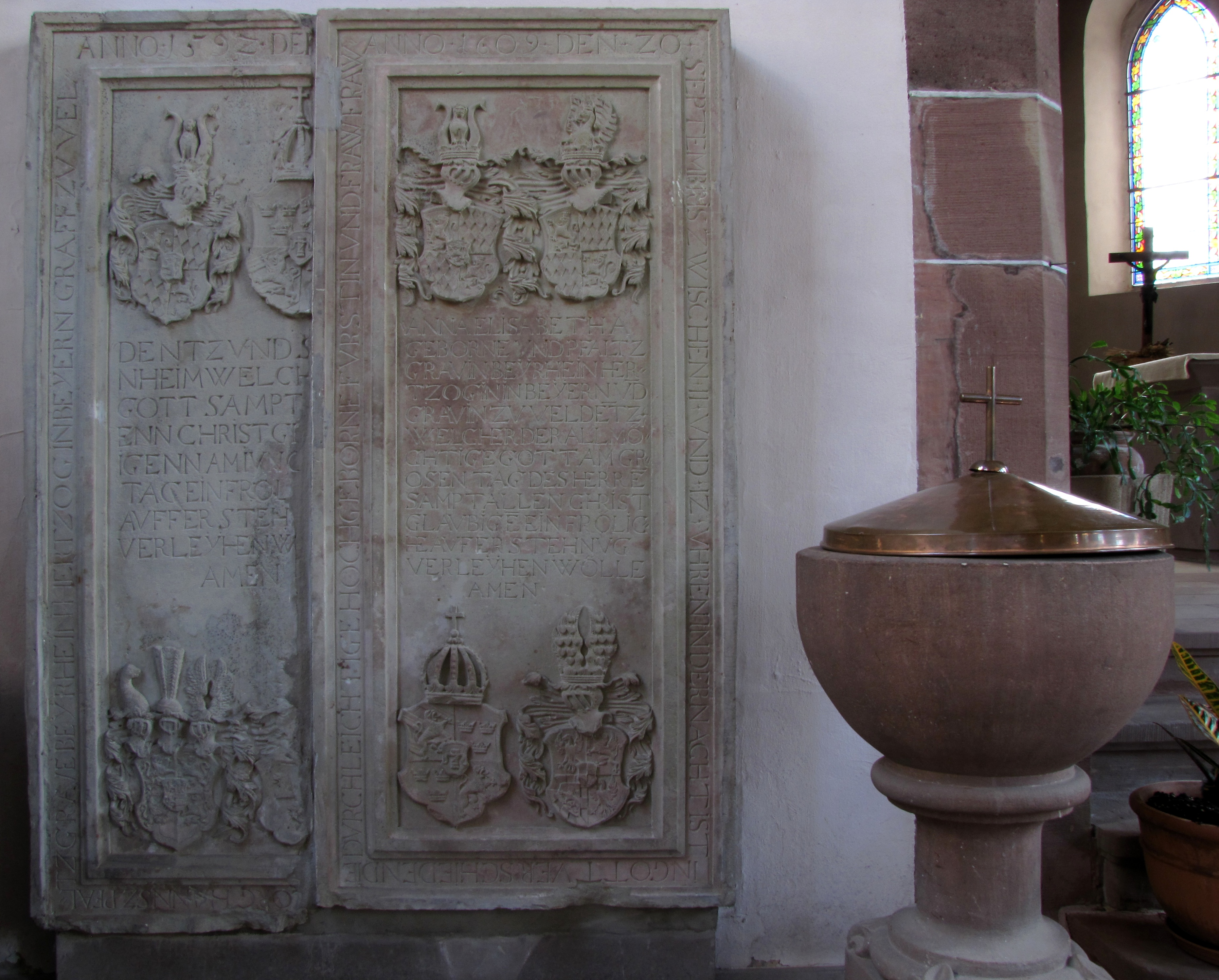
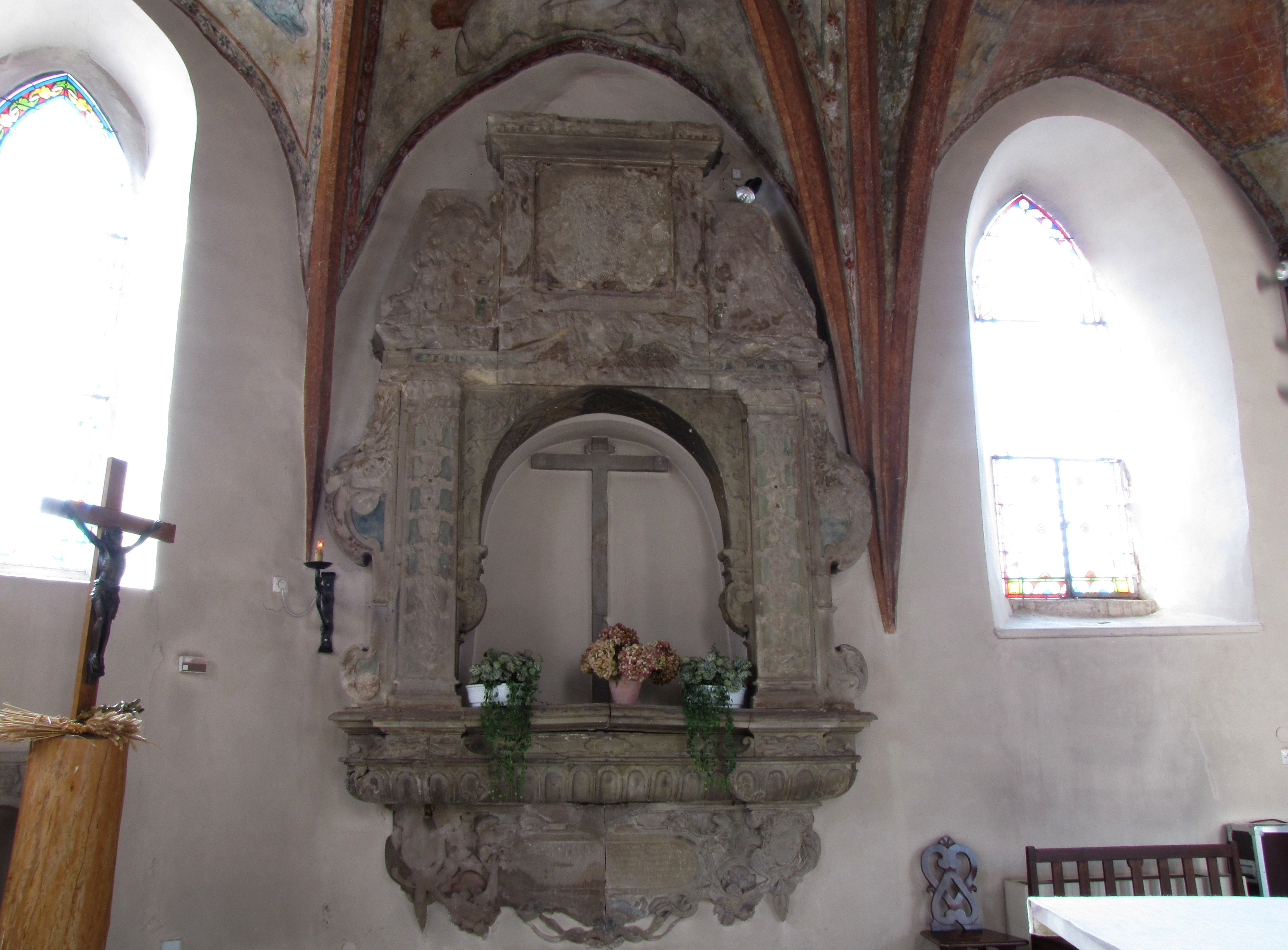
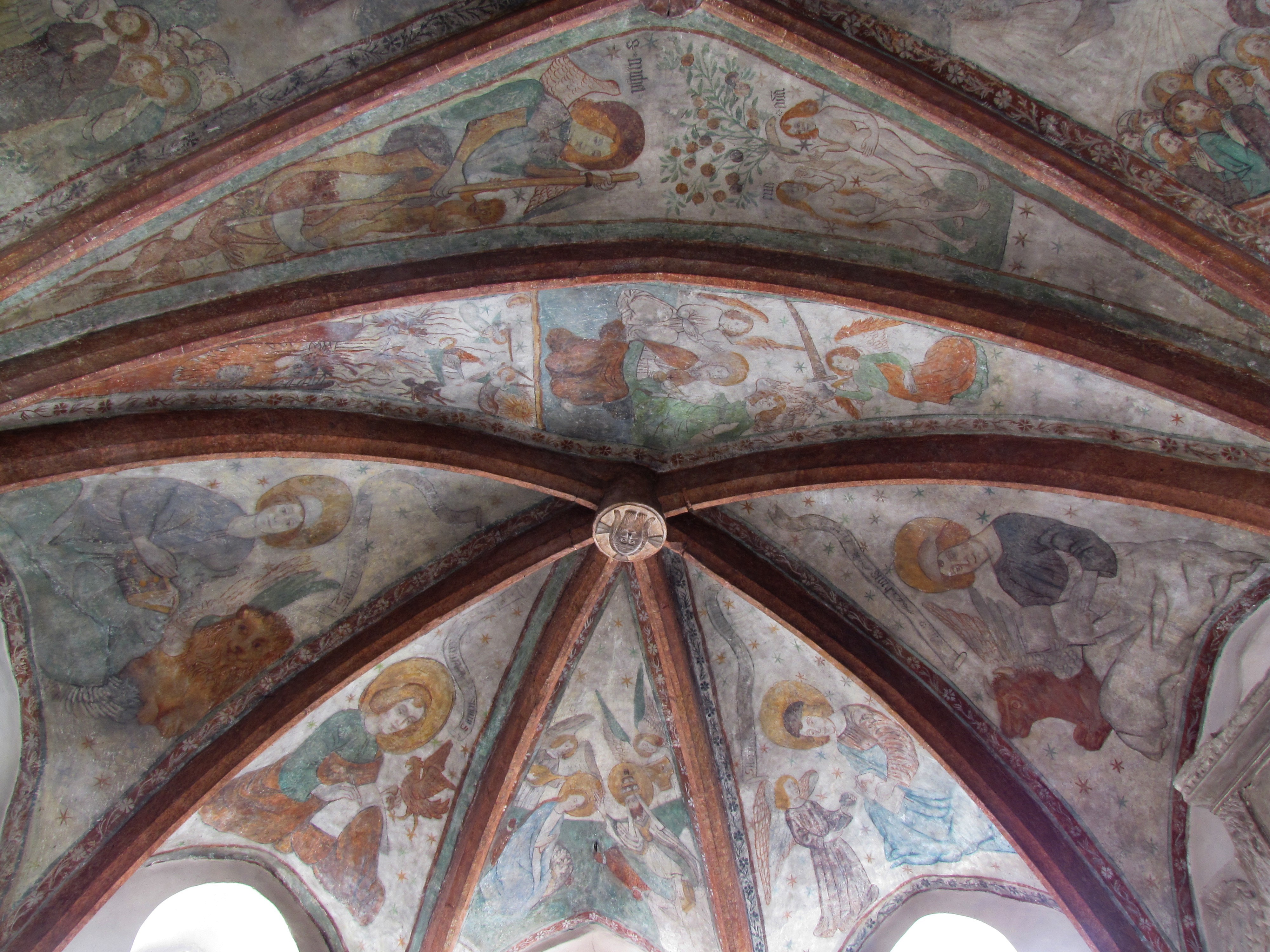
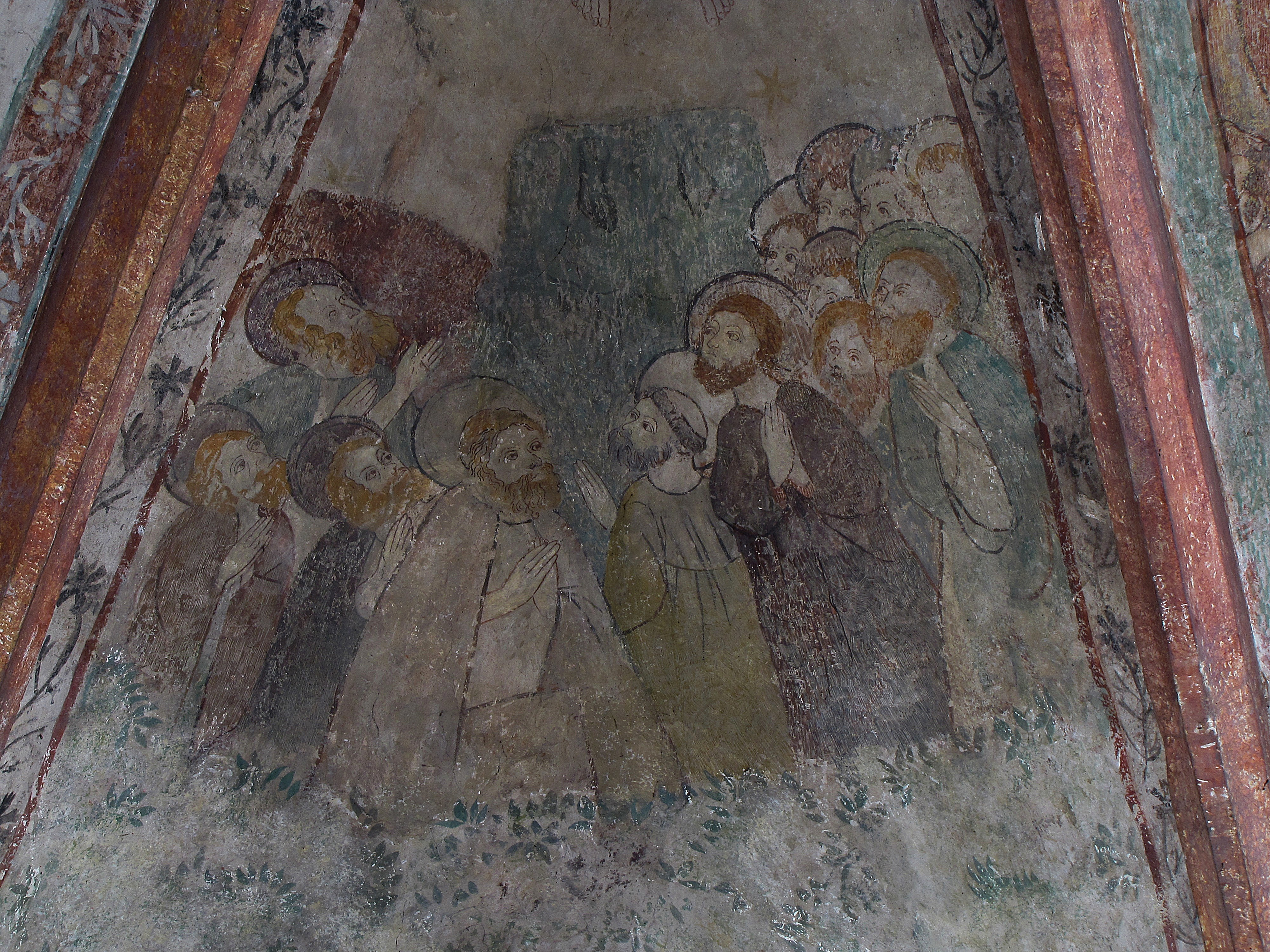